# Sebastiania catingae
Sebastiania catingae är en törelväxtart som beskrevs av Ernst Heinrich Georg Ule. Sebastiania catingae ingår i släktet Sebastiania och familjen törelväxter. Inga underarter finns listade i Catalogue of Life.